# William S. Harley
William Sylvester Harley (Milwaukee, 29 de dezembro de 1880 - Milwaukee, 18 de setembro de 1943) foi o co-fundador da Harley-Davidson Motor Company. 
Nascido em Milwaukee, Wisconsin, recebeu diploma de licenciatura em Engenharia mecânica pela Universidade de Wisconsin-Madison, em 1907. Em 1903, ajudou a fundar a Harley-Davidson, juntamente com Arthur Davidson.
Em 1998 foi introduzido no Motorcycle Hall of Fame.